# Катен, Хуго фон
Хуго Карл Готлиб фон Катен ((нем. Hugo von Kathen; 27 августа 1855, Фрайенвальд, Дальняя Померания — 2 апреля 1932, Висбаден) — прусский военачальник, генерал от инфантерии (1914), главнокомандующий 8-й армией Германской империи.

## Биография
Сын прусского майора Карла фон Катена (1803—1876), помещика, представителя шведского дворянства. После окончания кадетского корпуса, с 1873 года на службе в прусской армии, в гвардейском гренадерском полку в Берлине. В чине подпоручика служил адъютантом командира стрелкового батальона. В 1882—1885 годах обучался в Прусской военной академии.
С 1886 года направлен на службу в Генеральный штаб. Генерал-майор (1907), Генерал-лейтенант (1910).
Участник Первой Мировой войны. Превосходный тактиком. Вскоре после начала войны, 31 августа 1914 года, принял командование 39-й немецкой дивизией, в составе которой сражался на Эне, а затем в Первой битве при Ипре. С августа по декабрь 1914 года был военным губернатором Майнца. С декабря 1914 по июль 1918 года — командующий XXIII резервным корпусом армии Германской империи. В 1916 году командовал корпусом в Битве на Сомме. Летом 1917 года переведен на юг Восточного фронта, где в начале сентября принял участие в Рижской битве. Участник Моонзундского сражения (1917). Позже его корпус вновь был переброшен на Западный фронт, где участвовал в сражениях при Камбре.
В июле — ноябре 1918 года — главнокомандующий 8-й армией Германской империи. Затем, до февраля 1919 года командовал немецкими войсками в Литве и Эстонии, с февраля 1919 г. — в Латвии. После заключения перемирия продолжал командовать немецкими войсками в странах Балтии. Затем вышел в отставку и уехал в Висбаден. где и умер .